# Serviço de cuidados
Serviço de cuidados é um tipo de trabalho que inclui todas as tarefas que envolvem diretamente os processos de cuidado realizados em serviço do outro. Frequentemente, é diferenciado de outras formas de trabalho porque é considerado de cunho pessoal, o que significa que as pessoas são motivadas a buscar o trabalho de cuidador por outros motivos que não seja a compensação financeira. Outro fator frequentemente usado para diferenciar o serviço de cuidados de outros tipos de trabalho é o fator motivador. Essa termo define trabalho de cuidado como aquele realizado por afeto ou senso de responsabilidade para com outras pessoas, sem expectativa de recompensa financeira imediata.
Independentemente da motivação, o serviço de cuidado inclui atividades de cuidado realizadas mediante pagamento, bem como aquelas realizadas sem remuneração.
Serviço de cuidados refere-se às ocupações que fornecem serviços que ajudam as pessoas a desenvolver suas capacidades, ou habilidades importantes para suas vidas. Exemplos dessas ocupações incluem cuidar de crianças, ensino (pré escola até universidade), cuidados para saúde de todos os tipos ( enfermeiras, médicos, fisioterapeutas e psicólogos ). Serviço de cuidados também inclui a variedade de trabalho doméstico não remunerado que muitas vezes é realizado de forma desproporcional por mulheres.
O trabalho de cuidado frequentemente é entendido como responsabilidade de sustentar os dependentes, como filhos, doentes e idosos. No entanto, o trabalho de cuidado também se refere a qualquer trabalho feito voluntariamente, independentemente da condição daquilo que está sendo cuidado.
O estudo do Serviço de cuidados está intimamente ligado aos campos da economia feminista e da teoria jurídica feminista, e está associado a estudiosos como Marilyn Waring ,Nancy Folbre, Martha Albertson Fineman, Paula England, Maria Floro, Diane Elson, Caren Grown e Virginia Held.

## Importância

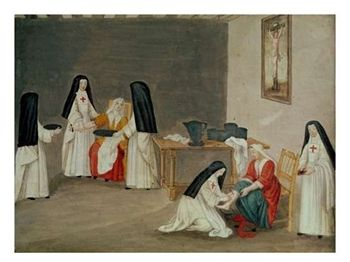
Representação de um trabalho assistencial feito por freiras.

Os objetivos do serviço de cuidados é o bem-estar humano. Sem cuidado e nutrição adequada, acredita-se que as crianças não podem se desenvolver em indivíduos de alto desempenho, e os adultos têm dificuldade em manter ou expandir seu bem-estar e produtividade. cuidado infantil com envolvimento ativo, seja fornecido em casa , pelo setor público ou pelo setor privado , contribui para o desenvolvimento de crianças saudáveis e produtivas. O cuidado eficaz com os doentes permite que os indivíduos permaneçam produtivos e continuem contribuindo para a sociedade. Nesse sentido, o trabalho de cuidar está diretamente relacionado ao funcionamento de uma sociedade, bem como ao desenvolvimento econômico dessa sociedade, na medida em que pessoas bem cuidadas podem contribuir de forma mais efetiva com o mercado. O trabalho de cuidado é responsável pela criação de capital social e capital humano.
Cuidar de outras pessoas costuma ser caro, razão pela qual o trabalho de cuidar está associado à “desvantagem de cuidar” que tem esse nome porque o trabalho de uma pessoa que cuida de outras pessoas muitas vezes não é compensado por nenhum meio monetário. Foi sugerido que indivíduos que não cuidam dos outros especialmente da próxima geração não serão capazes de se reproduzir. A implicação é que o recebimento de cuidados é frequentemente necessário para que os indivíduos atinjam o estágio da vida em que possam continuar a cuidar de outros. Esse argumento sugere que o cuidado é necessário para o desenvolvimento da vida humana e, em uma escala maior, para as sociedades funcionais. O objetivo de ensinar os indivíduos a cuidar dos outros pode levar a formas de luta distributiva, especialmente nas linhas de gênero.
Uma crença popular na economia é que o setor doméstico gasta e não gera riqueza, embora muitos argumentem que o setor doméstico desempenha um papel muito importante na criação de riqueza. Ao contrário do setor empresarial, a riqueza criada pelo setor doméstico não é riqueza financeira, o que não é surpreendente, pois muito do trabalho realizado no setor doméstico não é remunerado. A riqueza resultante se enquadra na categoria de riqueza social porque o trabalho de cuidado que os pais realizam ao criar um filho aumenta a capacidade dessa criança de desempenhar um papel na sociedade mais tarde. Como um todo, os indivíduos que se beneficiam por terem recebido cuidados apresentam melhor desempenho acadêmico e social, o que lhes permite criar riqueza financeira mais tarde na vida e participar do aumento do capital social.
Sabine O'Hara oferece um conceito expandido do papel do cuidador na economia, argumentando que não apenas as pessoas, mas "tudo precisa de cuidado". Colocando em primeiro plano o que muitas vezes é tratado como "contexto" e destacando a natureza sustentável dos serviços de cuidado oferecidos fora da economia formal, ela vê o cuidado como a base das economias de mercado.

## Quem são os cuidadores?

### Família e comunidade
Antes da Revolução Industrial, o serviço de cuidados (como cuidar da casa e criar os filhos) era feito por toda a família e frequentemente envolvia as contribuições de uma comunidade inteira. Nesse sentido, a esfera central não era vista como separada das interações cotidianas dos negócios, pois a ideia de mercado ainda não existia como hoje.

### Era Industrial
Com o alvorecer da Era Industrial, a esfera central tornou-se mais separada dos empregos e negócios, que eram realizados dentro e fora de casa. Em grande parte como um produto de sociedades patriarcais, os homens tornaram-se aqueles que deixaram a casa para fazer seu trabalho em fábricas e outros empregos não domésticos. As mulheres, consideradas mais aptas para a criação, eram deixadas em casa e deveriam cuidar dos filhos e fazer as tarefas domésticas. Essa hierarquia familiar persistiu e continuou a se mostrar na família contemporânea, com um pai provedor, uma mãe dona de casa e seus filhos. Como os deveres das mulheres em casa não eram vistos como parte de nenhum mercado econômico, eles eram considerados sem importância e eram amplamente ignoradas.
Essa questão persiste até hoje no campo da economia. Atos realizados em casa geralmente acarretam custos consideráveis de reposição, mas não são considerados na produtividade. É possível pagar a outras pessoas para realizar muitas das tarefas associadas ao trabalho de cuidador, mas fazer isso costuma ser muito caro. Ao somar os custos potenciais de trabalho, como cuidados infantis 24 horas por dia, limpeza, cozinha e o custo de uma pessoa, como um auxiliar de saúde ao domicílio para cuidar de familiares idosos, mostra-se muito mais econômico para as famílias substituir seu tempo em vez de pagar o custo de substituição. Embora o trabalho remunerado seja considerado um emprego, o trabalho realizado por membros da família não é considerado produtivo para o mercado econômico e, portanto, é esquecido ao se considerar coisas como a situação de emprego.
Apesar das persistentes complicações quanto à percepção do trabalho assistencial, o ambiente econômico mudou em relação ao que era há um século. Muito mais mulheres agora participam da força de trabalho pelo menos em meio período, e muitas acreditam que o "culto da domesticidade" das mulheres dos séculos XIX e XX é coisa do passado. No entanto, estudos mostram que as mulheres passaram a dominar as profissões assistenciais como ensino, puericultura, enfermagem, serviço social, na qual a maioria dessas profissões é paga consideravelmente menos do que as ocupações mais frequentemente ocupadas pelos homens. Além disso, muitas vezes ainda se espera que as mulheres façam as tarefas domésticas e criem os filhos em muitas famílias. A ideia persistente de que o serviço de cuidador não é importante, combinada com esses fatores, explica por que o trabalho de cuidado continua sendo ignorado do ponto de vista econômico e por que as mulheres ainda têm dificuldade em se esquivar dos papéis de gênero.

### Mulheres e o trabalho não remunerado
Muitos estudos mostraram que as mulheres fornecem a maioria dos cuidados infantis não remunerados, enquanto alguns mostraram que os homens têm maior probabilidade de cuidar de idosos do que de cuidar dos filhos. A disposição comparativa das mulheres de realizar trabalho de cuidado não remunerado historicamente contribuiu para a baixa remuneração recebida por pessoas em profissões baseadas no cuidado. A pressão histórica e cultural sobre as mulheres para fornecerem esses serviços sem garantia de compensação financeira desvalorizou o trabalho de cuidado, fazendo com que essas profissões fossem muito mal pagas em comparação com profissões que exigem uma quantidade semelhante de treinamento e trabalho, mas não são equivalentes a quaisquer tarefas executadas domesticamente.
As mulheres também têm um fardo mais pesado de cuidar do lar em comparação com os homens. Isso se deve em grande parte às diferenças de gênero, bem como às tradições históricas e culturais. As diferenças biológicas explicam que as mulheres demonstram mais carinho e amor na realização dos trabalhos de cuidado quando comparadas aos homens. À medida que crescem, as mulheres são ensinadas a ser mais atenciosas e afetuosas em seu comportamento, em comparação com os homens. As tradições históricas e culturais explicam a ideologia amplamente aceita do papel das mulheres no cuidado dos outros. No Nepal, as mulheres trabalham 21 horas a mais por semana do que os homens, e na Índia, 12 horas a mais. No Quênia, as meninas de 8 a 14 anos gastam 5 horas a mais nas tarefas domésticas do que os meninos. Em todos esses casos, a maior parte dessas horas extras de trabalho para as mulheres é gasta em serviços de cuidados. Isso representa um problema particular para as mulheres, pois essas horas extras de trabalho doméstico se traduzem em um difícil equilíbrio para as mulheres entre o trabalho no mercado e o trabalho doméstico. Desde a divisão do trabalho doméstico, as mulheres não tiveram muitas opções além do trabalho de cuidar, pois os sistemas patriarcais usaram sua força física, direitos de propriedade e normas culturais para forçar as mulheres a assumir especializações consideradas impróprias para os homens.
O empurrão histórico das mulheres para o trabalho de cuidar, combinado com o domínio contemporâneo das mulheres nesses campos, explica as concepções modernas de que o trabalho de cuidador é inerentemente feminino. No entanto, o trabalho de cuidador não é naturalmente feminizado. Em vez disso, o trabalho de cuidado é socializado apenas em uma esfera feminina mas também é feito por homens. Apesar da natureza social da feminização do trabalho de cuidador, ela se tornou tão feminizada que muitas vezes existe um estigma contra os homens que se dedicam ao trabalho de cuidador. Este estigma pode desencorajar os homens de entrar no trabalho de cuidado, bem como propagar ainda mais a crença de que o trabalho de cuidado é inerentemente trabalho de mulheres.
Além disso, há muitas diferenças nos ganhos entre os graduados do ensino médio e universitários. Essa diferença é especialmente pertinente entre indivíduos do sexo masculino e feminino em busca de emprego. Se estiver desempregado, as diferenças entre as taxas de diplomados do ensino médio e universitários podem até ser semelhantes. No entanto, as mulheres tendem a encontrar mais oportunidades no trabalho de cuidado não remunerado se não conseguirem entrar na força de trabalho remunerada. Se os indivíduos não conseguirem obter um diploma, não atingirão o limite exigido para muitos empregos. Essa inevitabilidade é sentida por grande parte da população mundial que não consegue frequentar a escola por permanecer em sua casa para cuidar de familiares idosos ou doentes.
Um número cada vez maior de empresas afirma que cuidará de você a fim de atraí-lo para a compra de seus serviços. Por exemplo, a Lufthansa, uma companhia aérea, publicou um anúncio que dizia: "O serviço é tão confiável quanto um ombro no qual se apoiar". A foto que acompanhava mostrava uma mulher inclinando a cabeça no ombro de um homem, ambos dormindo profundamente. Nesse caso, a mensagem final parece ser que um alto grau de cuidado se traduz em alta qualidade. Outra companhia aérea, a British Airways, tinha um anúncio que exibia a mesma mensagem. Dizia: "Berço do New Club World. Canção de ninar não incluída". A imagem que acompanha o depoimento mostra uma mulher cuidando de um bebê em seus braços. A cabeça do bebê, entretanto, foi trocada pela de um passageiro relaxado e contente. Essas são apenas algumas das empresas que agora estão se promovendo como orientadas para o cuidado a fim de conquistar clientes.

### Divisão por classe socioeconômica
A maioria dos trabalhos de assistência remunerada é realizada por membros da classe trabalhadora, predominantemente mulheres da classe trabalhadora. A maior parte do trabalho remunerado que os membros da classe trabalhadora realizam é o trabalho de cuidador.

## Efeito Baumol
Cuidar de outras pessoas gerou muita controvérsia, pois os preços de mercado dos itens necessários para o atendimento aumentam e muitas oportunidades de atendimento continuaram não sendo pagas. Os custos estão aumentando e o aumento relativo do preço dos serviços não está fornecendo quaisquer substitutos. Isso é conhecido como Efeito Baumol. William Baumol e William Bowen descrevem o Efeito Baumol como quando há um aumento relativo do preço dos serviços sem haver substitutos. Por exemplo, os custos de cuidados infantis e envio de crianças para a faculdade tornaram-se notavelmente mais altos do que nos últimos anos. Para aumentar a pressão sobre os cuidadores, a vida dos idosos está aumentando e há menos irmãos para dividir as responsabilidades de cuidar dos idosos como havia, por exemplo, durante o baby boom. No entanto, uma questão a ser observada sobre esse efeito são as pessoas tirando vantagem das outras devido ao aumento dos custos dos itens necessários para o cuidado. O dilema do bonzinho é um risco que os oportunistas correm quando aproveitam quem é generoso e cooperativo. Se o efeito Baumol ocorrer, muitos aproveitarão essas “Pessoas Boas” e agirão como se fossem pagá-las de volta, mas nunca o fazem por causa dos preços mais altos. Esse dilema prova por que os indivíduos são incapazes de fazer qualquer mudança no atendimento à comunidade. É necessário que comunidades inteiras façam essa mudança para garantir a qualidade dos serviços prestados e se certificarem que as pessoas não sejam enganadas por meio do "dilema da pessoa legal".

## Serviço de cuidados e o mercado
Hoje, existem quatro partes da economia: Negócios, Domicílio, Público e Sem Fins Lucrativos. Normalmente, pensamos apenas que o setor empresarial cria alguma riqueza e que os outros três atendem ao setor empresarial e paralelamente a ele. A verdade é que todas as quatro partes da economia geram riqueza, e essa riqueza flui para outras seções da economia também. Parte da razão pela qual o trabalho de cuidado não remunerado é amplamente ignorado é por causa dessa crença de que a família não constitui riqueza. Na realidade, o lar prepara as crianças para as outras partes da economia e, sem isso, nenhum dos outros setores floresceria.
Historicamente, o trabalho de cuidado tem sido amplamente associado ao trabalho doméstico não remunerado, mas com o crescimento e a natureza mutante do mercado, o trabalho de cuidado ocorre com mais frequência na esfera remunerada do que no passado. Essa mudança tem implicações dramáticas no próprio trabalho de cuidado e na sociedade como um todo. Como o trabalho de cuidado é cada vez mais mercantilizado, existe a possibilidade de que aqueles que precisam de cuidados - os doentes, os idosos e as crianças - não sejam capazes de pagar os cuidados de que precisam. Outra preocupação é que a qualidade do atendimento pode diminuir em resposta ao apelo para a obtenção de lucro e eficiência.
Como consequência dessas e de outras preocupações, essa mercantilização do trabalho assistencial está sob muito escrutínio público e acadêmico. Essas discussões se concentram em uma série de questões, incluindo explicações para a baixa remuneração endêmica do trabalho assistencial, os efeitos do mercado na qualidade do trabalho assistencial e as implicações do mercado nos próprios profissionais de saúde. Cinco teorias particularmente proeminentes do trabalho de assistência, incluindo teoria desvalorização, teoria bem público, teoria do amor, mercantilização da teoria do amor e a teoria do "amor e dinheiro" são estruturas pelas quais os estudo acadêmicos explicam esses fenômenos. Cada uma dessas teorias examina o trabalho de cuidar em relação ao mercado.

### Teoria da desvalorização
A teoria da desvalorização procura explicar os baixos salários que são típicos do trabalho de cuidado, enfocando o fato de que muitos profissionais de saúde são mulheres e que preconceitos de gênero permanecem nas sociedades. Em suma, a teoria da desvalorização afirma que os tomadores de decisão subestimam a contribuição dos empregos dominados por mulheres para as metas organizacionais, incluindo lucros, e, portanto, pagam menos a esses trabalhadores.
A teoria da desvalorização é apoiada por estudos sociológicos. Em 2002, a socióloga Paula England conduziu um estudo que revelou, mesmo depois de controlar as demandas de habilidades, requisitos educacionais, indústria e composição sexual, uma penalidade líquida de 5% a 10% por trabalhar em uma ocupação que envolva cuidados (uma exceção foi enfermagem, que não parecia experimentar a penalidade salarial de outro trabalho de cuidado). Em geral, as evidências sugerem que o trabalho de cuidado paga menos do que seria de se esperar, dados seus requisitos educacionais e outros. No entanto, não é necessariamente claro que essa relação seja causada por fatores discriminatórios, embora seja um provável fator explicativo.

### Teoria do bem público
O trabalho de cuidado tem uma infinidade de benefícios sociais indiretos que o associam a um tipo específico de bem conhecido como bem público ; bens que têm benefícios impossíveis de negar a quem não os pagou. Educação é um exemplo clássico de trabalho para o bem público. O trabalho de cuidador é único na categoria de bens públicos, no entanto, em que receber cuidado também ajuda os destinatários a desenvolver habilidades, valores e hábitos que beneficiam a si próprios e aos outros. Em suma, o trabalho de assistência, através do desenvolvimento de povos capacidades internas, impregna-los com habilidades futuras contribuir para a sociedade na forma de um bem público.
Essa teoria pode explicar os baixos salários característicos do trabalho de cuidado. O argumento econômico padrão é que os bens públicos serão insuficientemente fornecidos pelos mercados porque não há como capturar e transformar em lucros os benefícios provenientes da interação social.

### Teoria do prisioneiro do amor
O trabalho de cuidado foi definido como o trabalho que fornece serviços com base na interação pessoal sustentada e é motivado (pelo menos em parte) pela preocupação com o bem-estar do receptor. Essa compreensão do trabalho de cuidado tem efeitos distintos tanto na natureza quanto nos salários do trabalho de cuidado. Se os prestadores de cuidados são realmente motivados por um valor intrínseco pelo trabalho que realizam, então a teoria econômica afirma que eles tolerarão salários mais baixos por seu trabalho. Nesse sentido, os baixos salários do trabalho assistencial podem ser explicados. Além disso, a conexão que esses trabalhadores sentem com seu trabalho os coloca em uma péssima posição de barganha. Por exemplo, os enfermeiros podem relutar em fazer greve porque uma greve afetaria negativamente os pacientes com quem se preocupam.

### Commoditização da teoria da emoção
A teoria da mercantilização da emoção concentra-se nos efeitos do trabalho de cuidado mercantilizado nas experiências pessoais e no bem-estar individual dos profissionais de saúde. A teoria da comoditização da emoção afirma que muitos empregos na nova economia de serviços exigem que os trabalhadores representem emoções que eles realmente não sentem e que esse processo é prejudicial aos trabalhadores. Por exemplo, a mercantilização dos cuidados infantis pode ser excessivamente desgastante para os trabalhadores da creche devido ao conflito entre as emoções naturais deste trabalho e a necessidade de pagamento desses trabalhadores. Arlie Russell Hochschild explora essa teoria em The Managed Heart.

### Teoria do "amor e dinheiro"
A teoria “Amor e dinheiro” tenta reconciliar a divisão percebida entre o trabalho feito por motivação intrínseca e o trabalho pago. Os teóricos afirmam que, masculino e feminino são vistos como opostos, e porque o esquema de gênero organiza muito do nosso pensamento, desenvolvemos uma visão dualista de que "mulheres, amor, altruísmo e família são, como um grupo, radicalmente separados e opostos de homens, racionalidade egoísta, e motivados pelo mercado." Essa crença levou à ideia de que o trabalho de cuidado não deve ser feito com remuneração, porque o pagamento minará as motivações intrínsecas para esse trabalho. No entanto, estudos têm mostrado que essas divisões podem não ser tão rígidas. Em vez disso, verificou-se que o reconhecimento de recompensas envia a mensagem de que o destinatário é confiável, respeitado e apreciado. Esses resultados sugerem que quanto mais o pagamento é combinado com confiança e apreço, menos expulsa a motivação intrínseca genuína - especialmente importante no cuidado trabalhos. Como resultado, os teóricos argumentam que o problema central do trabalho de cuidado é a baixa demanda e que o trabalho de cuidado deveria ser melhor compensado pelo mercado.

## Trabalho assistencial e políticas públicas
O debate em torno do trabalho de cuidado tem implicações políticas específicas que vão desde questões de estrutura de mercado, ambientes de trabalho, esquemas de incentivos, requisitos regulatórios e suporte financeiro adequado para o cuidado. Uma segunda grande área de política relacionada ao trabalho de cuidado envolve a questão da de análise gênero na política econômica.

### Contabilização de cuidados não remunerados
Por exemplo, o The Unremunerated Work Act de 1993 exigiria que o Bureau of Labor Statistics conduzisse pesquisas que medissem o trabalho não remunerado e incluíssem essas medidas no PIB. Este projeto foi apoiado por muitos, mas não por todos as economistas feministas. Os críticos argumentam que este projeto de lei romantizaria o trabalho de assistência e propagaria preconceitos de gênero no campo. Outros críticos argumentam que o trabalho de cuidado pode ser realizado com mais eficiência fora de casa. Finalmente, alguns críticos acreditam que isso criaria um movimento para que os cuidadores valorizem a eficiência em detrimento do afeto, da quantidade e da qualidade.
É extremamente difícil contabilizar o tempo gasto em cuidados não remunerados, pois muitas vezes é uma atividade envolvente emocionalmente, nem sempre relatada como atividades singulares. Isso se torna ainda mais difícil porque há um viés de "desejabilidade social". Por exemplo, os maridos frequentemente relatam mais tempo dedicado ao trabalho de cuidar do que suas esposas relatariam para eles e vice-versa. As pessoas fazem isso porque cuidar é considerado louvável. Assim, fica difícil fazer uma pesquisa que consiga resultados precisos. No entanto, a maioria dos problemas pode ser minimizada com o uso de um diário de tempo. Este método envolve os entrevistados descrevendo as atividades que realizaram no dia anterior. As respostas são então padronizadas para fins de análise. Por exemplo, "comer sanduíche" e "beber suco" seriam considerados "comer".
Mulheres em 32 países fornecem uma estimativa anual de US $ 1,5 trilhão em cuidados de saúde, de acordo com um estudo publicado no The Lancet , um importante jornal médico. Se o trabalho de cuidado não remunerado realizado por mulheres fosse compensado com apenas um salário mínimo em todo o mundo, isso aumentaria a econômica global média em US $ 12 trilhões, o que é 11% da produção econômica global e é equivalente à produção econômica anual da China, de acordo com um estudo do McKinsey Global Institute.

### Paridade salarial de trabalho de cuidador
Uma segunda política relacionada ao trabalho de cuidado é a pressão por salários mais altos na esfera do trabalho de cuidado remunerado. Os defensores desta política acreditam que os indivíduos que respeitam e cumprem as normas de cuidado serão vistos como perdedores no jogo econômico competitivo, se os salários não forem aumentados. Devido a esse estigma, alguns economistas argumentam que pode haver uma erosão gradual da oferta de serviços de assistência não remunerados no sistema. Portanto, a fim de incentivar o trabalho de cuidador, esses proponentes defendem salários mais altos para o trabalho de cuidado. No entanto, nem todas as economistas feministas acreditam que salários mais altos seriam apropriados para o trabalho de cuidado. Por exemplo, aqueles que atribuem à estrutura de mercantilização da emoção argumentam que salários mais altos podem empurrar para fora as verdadeiras emoções de cuidado nos profissionais de saúde.

### Trabalho de cuidado e gênero
Um terceiro debate político em torno do trabalho de cuidado envolve a feminização do trabalho assistencial e enfoca uma tentativa de tornar o trabalho de cuidado mais neutro em relação ao gênero, ou pelo menos menos desproporcionalmente oneroso para as mulheres. Um modelo estabelecido para lidar com essas disparidades é o “modelo universal do ganha-pão”, que visa alcançar a equidade por meio do emprego das mulheres e da paridade com os homens. O modelo de paridade de cuidadores '' promove um maior apoio ao trabalho informal de cuidado e às formas de emprego para as mulheres, como o emprego a tempo parcial, que aumentaria o seu tempo disponível para prestar trabalho doméstico. O primeiro modelo transfere o trabalho de cuidado e reprodução para o mercado e o estado, enquanto o segundo mantém o trabalho de cuidado dentro da família com o apoio de fundos públicos. Ainda assim, ambos os modelos, até certo ponto, aliviam o fardo do trabalho de cuidar das mulheres e o transferem para o estado ou para os homens.
Outro modelo é o casamento com rendimentos / pais compartilhados , que não envolve a transferência de pagamentos dos contribuintes para as mulheres para que as mulheres façam o trabalho de cuidado, mas os homens na verdade assumem a responsabilidade por metade do trabalho de cuidado e as mulheres assumem metade da responsabilidade financeira das necessidades básicas de a família. O fato de que a paternidade agora pode ser comprovada de forma barata é usado para apoiar o reconhecimento desse modelo. Esse modelo também está focado na melhoria da experiência das crianças e na remoção de distorções do desenvolvimento decorrentes da feminização do cuidado, como aquelas que surgem da maternidade simbiótica ou do trauma da negligência paterna.
Uma meta-análise de Jenny Young et al. a partir de 2020, descobriram que a pesquisa sobre o trabalho de cuidado está subnotificando os trabalhadores do sexo masculino, de modo que a experiência dos homens é menos compreendida. Anteriormente em 1989, Sara Arber et al. referiu-se aos homens como "os cuidadores esquecidos" e descobriu que eles têm uma parcela maior do trabalho de cuidar do que normalmente se reconhece.

### Trabalho de cuidado e análise de gênero na política econômica
O trabalho de cuidado, na medida em que é feito de forma desproporcional por mulheres e também muitas vezes não é remunerado, destaca a importância da questão mais ampla de considerar o gênero na política econômica. Como resultado, muitos economistas argumentam que a análise de gênero deve ser uma parte essencial na consideração de qualquer política econômica.

### Trabalho de assistência e política econômica em todo o mundo
O trabalho de cuidado é uma força universal, mas se manifesta de forma diferente em todo o mundo devido às diferenças em uma série de fatores, incluindo a disponibilidade de serviços domésticos , a extensão da economia informal e a migração internacional. Por esta razão, os economistas argumentam que existem diferenças entre os países do Norte e do Sul que influenciam a eficácia de certas políticas no Sul. As políticas públicas sugeridas para essas regiões incluem maior disponibilidade de creches, maior acesso a escolas, maior acesso a cuidados de saúde, melhor transporte público, maior acesso a telefones e muito mais.

## A Desvantagem assistencial
A Desvantagem assistencial é o termo que designa os sacrifícios que se faz ao realizar o trabalho de cuidador. Nancy Folbre descreve o termo em profundidade em seu livro The Invisible Heart . As Desvantagem assistencial podem se referir a uma série de sacrifícios, seja uma perda de tempo pessoal, dinheiro ou experiências perdidas durante a prestação de cuidados. O trabalho de cuidado em questão pode ser prestado a crianças, animais, idosos, doentes, deficientes mentais, incapazes de aprender e outros com deficiências semelhantes. A prestação de cuidados limita a capacidade de uma pessoa de competir com aqueles que não precisam fornecer esses cuidados. Por exemplo, digamos que uma mulher solteira com a responsabilidade de um filho esteja nas cartas para uma promoção no emprego, mas também uma mulher solteira sem filhos. Há uma grande chance de a empresa levar isso em consideração e entregar o trabalho à mulher que não está ligada a um filho, porque ela provavelmente terá muito mais tempo para se dedicar ao cargo.
Folbre aponta que o conceito de pena de cuidado leva a lutas distributivas extremamente relevantes para os papéis de gênero (ver 5.3). Em situações como o Dilema do Bom Pai, isso é divulgado. Quando duas pessoas optam por ter um filho, na maioria dos casos, um dos pais é forçado a sacrificar muito mais do que o outro, para que o outro possa trabalhar e sustentar a família. Na grande maioria das vezes, quem acaba ficando em casa cuidando dos filhos é a mãe. De acordo com o relatório do US Census Bureau de 2012, havia apenas 189.000 casas administradas por pais em casa que ficavam , em comparação com 5.091.000 lares administrados por mães em casa que ficavam , o que significa que cerca de 4.902.000 mulheres a mais estão pagando penalidades de cuidados do que os homens. Quando as mulheres fazem esse sacrifício, isso não as afeta apenas no momento, mas as afeta mesmo depois que a criança é capaz de ser independente. Ao tirar férias de suas carreiras, essas mulheres ficarão em desvantagem na força de trabalho nos próximos anos.
Esse declínio de longo prazo nos ganhos é conhecido por Folbre como "Family Gap or Motherhood Gap". Esta redução da remuneração não pode ser atribuída a menos horas de trabalho. Em vez disso, as mães com famílias muitas vezes são ignoradas por oportunidades de progresso, como o cenário de promoção descrito acima. A pena de maternidade tem aumentado em parte devido ao aumento da paridade salarial entre homens e mulheres. Em 1991, estimou-se que a “diferença de maternidade” era responsável por 60% da diferença entre as remunerações dos homens e das mulheres. Além disso, tende a ser mais grave para mulheres com níveis mais altos de educação.
A parentalidade é aparentemente o tipo de trabalho de cuidado que evoca a penalidade de cuidado mais significativa e mais comum. Visto que o mero custo em dólares para criar um filho aumenta constantemente, os sacrifícios que alguém tem que fazer para criar os filhos estão aumentando na mesma proporção. A quantidade de dinheiro que os pais dão aos filhos é apenas dinheiro que estão tirando de si mesmos; esta é uma desvantagem de extremo cuidado. Além da questão do dinheiro, os filhos tendem a fazer com que os pais façam muitos outros sacrifícios. Ser responsável por uma criança pode ditar as decisões de uma pessoa sobre onde morar, o que fazer em seu tempo livre e que empregos assumir. Há oportunidades que são necessárias para recusar quando alguém é responsabilizado pelo bem-estar de outra pessoa, que é a definição perfeita da pena de cuidado.
Embora a paternidade possa ser a fonte mais comum de penalidade de cuidado, o cuidado do idoso também impõe custos ao cuidador. Ao contrário da paternidade, que envolve escolha até certo ponto, um indivíduo não pode escolher se deseja ter membros idosos de uma família, como os pais. Cuidar de idosos não é legalmente exigido de um filho ou filha, da mesma forma que os pais são legalmente obrigados a cuidar de seus filhos. Há uma expectativa da sociedade, no entanto, de que os filhos adultos cuidem de seus pais. Além das expectativas da sociedade, a pesquisa mostra que a expectativa de herança tem um efeito sobre o comportamento dos filhos adultos.
A pena de cuidar sofrida pelos cuidadores de idosos pode ser tão cara quanto a pena de cuidar sofrida pelos pais de crianças pequenas. As penalidades podem ser emocionais e econômicas. A pesquisa mostrou que mais de 60% dos cuidadores de idosos experimentaram alguma depressão. No que diz respeito às consequências econômicas, a pesquisa da Brandeis University demonstrou que aproximadamente 66% dos cuidadores perderam oportunidades de carreira, como treinamento devido a obrigações de cuidado. Da mesma forma que na creche, os cuidadores de idosos são em sua maioria mulheres. Espera-se que o ônus dos cuidados aos idosos aumente devido às mudanças demográficas, que tornam os idosos uma porcentagem cada vez maior da população. Espera-se que o número de pessoas com mais de 85 anos aumente especialmente e esse grupo freqüentemente requer altos níveis de atenção.
A pena de cuidado é comumente um mal necessário. Se alguém precisa de supervisão, não há muitas opções para dar-lhe os cuidados de que necessita. Se uma pessoa não quisesse ou, por algum motivo, não pudesse cuidar dessa pessoa por conta própria, a única outra ação seria pagar outra pessoa para fornecer os cuidados de que precisam. Isso às vezes é impossível, pois o atendimento profissional pode ser extremamente caro e pode parecer ineficiente. Com o cuidado profissional, também surgem questões morais; é provável que uma pessoa não confie em um estranho para cuidar de alguém que ama e encontre mais paz de espírito em assumir a responsabilidade por si mesma. Por esse motivo, algumas vítimas da pena de atendimento optaram efetivamente pelo cargo, embora tenham consciência dos sacrifícios que daí advêm.
Até certo ponto, a penalidade de Cuidados é moldada por políticas públicas. Nos Estados Unidos, a Lei de Licença Médica da Família estabelece que as mães têm direito a 24 semanas de licença e devem ser autorizadas a retornar ao mesmo cargo. A Lei de Licença Médica da Família, entretanto, prevê apenas licença sem vencimento e não aborda a redução de longo prazo nos ganhos ou a progressão na carreira. Além disso, a prevalência do emprego a tempo parcial frequentemente influencia a gravidade da penalidade de cuidados. Por exemplo, a pena de assistência é mais severa no Reino Unido, pois o emprego de meio período é mais comum.
Muitos benefícios surgem quando os pais criam filhos bem-sucedidos. Não apenas as próprias crianças se beneficiam, mas os empregadores se beneficiam de novos empregados produtivos. Além disso, os idosos se beneficiam dos impostos da Previdência Social pagos pelas gerações mais jovens. Os pais se beneficiam por causa da reciprocidade, com a criança na função de cuidadora e os pais na função de receptora. Essas externalidades positivas tornam difícil para aqueles que fornecem os serviços de cuidado cobrar um preço que reflita o verdadeiro valor de seus serviços. Assim, a pena de cuidado existe até hoje.

## Explicações para a super especialização de mulheres no serviço de cuidados
As teorias da biologia evolutiva explicam o investimento feminino em cuidados como uma resposta racional para garantir os benefícios de seu investimento (ou seja, a maturidade de sua gravidez e filho). Por outro lado, os homens simplesmente precisam diversificar suas oportunidades, distribuindo suas sementes amplamente o suficiente, para garantir que seus genes sejam cuidados e carregados por fêmeas investidas. A economia institucional responde a essa estrutura enfatizando como essas análises ignoram o poder das instituições sociais que exageram o poder masculino biologicamente explicado, incluindo a força bruta e a liberdade das atividades de procriação e criação dos filhos. Os arranjos sociais perpetuados por essas instituições são considerados internalizados como preferências individuais. A “super especialização” das mulheres na educação dos filhos é entendida como uma consequência da instituição do patriarcado, ao invés de um fenômeno absolutamente determinado biologicamente.
A pesquisa de Gerda Learner sobre a história das mulheres identificou o patriarcado, o controle dos homens sobre as mulheres, como uma instituição social criada pelo homem que remonta à Idade do Bronze. Learner argumenta que a própria “produção do sistema de ideias”, incluindo nossa história registrada, foi construída dentro e, portanto, imbuída do sistema patriarcal que subestima as contribuições das mulheres para a sociedade pública. Learner afirma que essa deturpação das mulheres na história não só subestima o papel das mulheres fora do trabalho doméstico, mas também atua para diminuir as ambições futuras das mulheres fora de casa, reforçando, assim, essa deturpação.
A dominação masculina institucionalizada (patriarcado) não apenas excluiu as mulheres da história escrita, mas também trabalhou para limitar sua representação política, educação e direitos de propriedade. Existem exemplos distintos de leis e políticas públicas dos Estados Unidos que reforçaram a estrutura patriarcal. Até a 19ª emenda constitucional conceder às mulheres o direito de voto, os interesses das mulheres eram considerados representados por meio da participação política dos homens. Além disso, as mulheres só começaram a garantir os direitos de propriedade estado a estado após a guerra civil e ainda assim as mulheres continuaram sem qualquer direito legal sobre a renda de seus maridos neste momento.
O patriarcado institucionalizado tem trabalhado para limitar a agência das mulheres no setor público, concentrando o poder político e econômico nos homens. citam o Teorema da Criança Rotten de Gary Becker como uma ruptura com a ideia de que os interesses de uma mulher podem ser adequadamente representados por seu marido. Se os membros individuais da família agissem consistentemente no interesse coletivo de toda a unidade, seria do interesse dos membros individuais da família agirem em coordenação com a família, o que nem sempre é o caso, conforme demonstrado pela rebelião das crianças. Este reconhecimento do que Braunstein & Folbre (2001) chamam de "patriarca não benevolente" desmascara a ideia de que as mulheres podem ser adequadamente representadas por um único chefe de família e afirmam que as famílias representam uma miríade de interesses que nem sempre se manifestam nas ações de um membro.
Braunstein & Folbre afirmam que a relação hierárquica produzida a partir do sistema patriarcal sobre atribui trabalho de cuidado às mulheres. Compreendendo que os recursos econômicos se traduzem em aumento do poder de barganha, Braunstein & Folbre afirmam que os homens (que historicamente controlam os recursos) incentivam a especialização das mulheres no trabalho de cuidar para limitar sua atividade econômica, limitando assim o poder de barganha das mulheres, em um esforço para preservar a sua autoridade. Portanto, o indivíduo que controla o influxo de recursos financeiros é visto como mais profundamente interessado em preservar seu controle e poder do que em preservar o bem-estar de toda a família. Na verdade, Braunstein & Folbre demonstram que famílias mais igualitárias, onde homens e mulheres detêm recursos econômicos comparáveis, distribuem o trabalho de cuidado de forma mais eficiente do que as estruturas patriarcais que têm concentrações de poder assimétricas.
Nos EUA, a política pública moderna pode ser interpretada como uma aplicação secreta do patriarcado, discriminando as famílias mono parentais e encorajando a estrutura familiar patriarcal que depende de uma fonte de renda primária e de um trabalhador doméstico não remunerado. Por exemplo, a Lei de Responsabilidade Pessoal e Reconciliação de Oportunidades de Trabalho de 1996 cita entre seus objetivos, o fim da gravidez fora do casamento e a promoção de famílias com dois pais. Além disso, a lei tributária dos Estados Unidos impõe uma taxa de imposto mais baixa para famílias que têm assalariados com uma grande disparidade de renda do que a taxa aplicada a famílias com adultos ganhando uma renda semelhante.